# NGC 6971
NGC 6971 est une galaxie spirale située dans la constellation du Dauphin. Sa vitesse par rapport au fond diffus cosmologique est de 5 183 ± 21 km/s, ce qui correspond à une distance de Hubble de 76,4 ± 5,4 Mpc (∼249 millions d'al). NGC 6971 a été découverte par l'astronome allemand Albert Marth en 1863.
La classe de luminosité de NGC 6971 est II et elle présente une large raie HI.